# Jansenismus

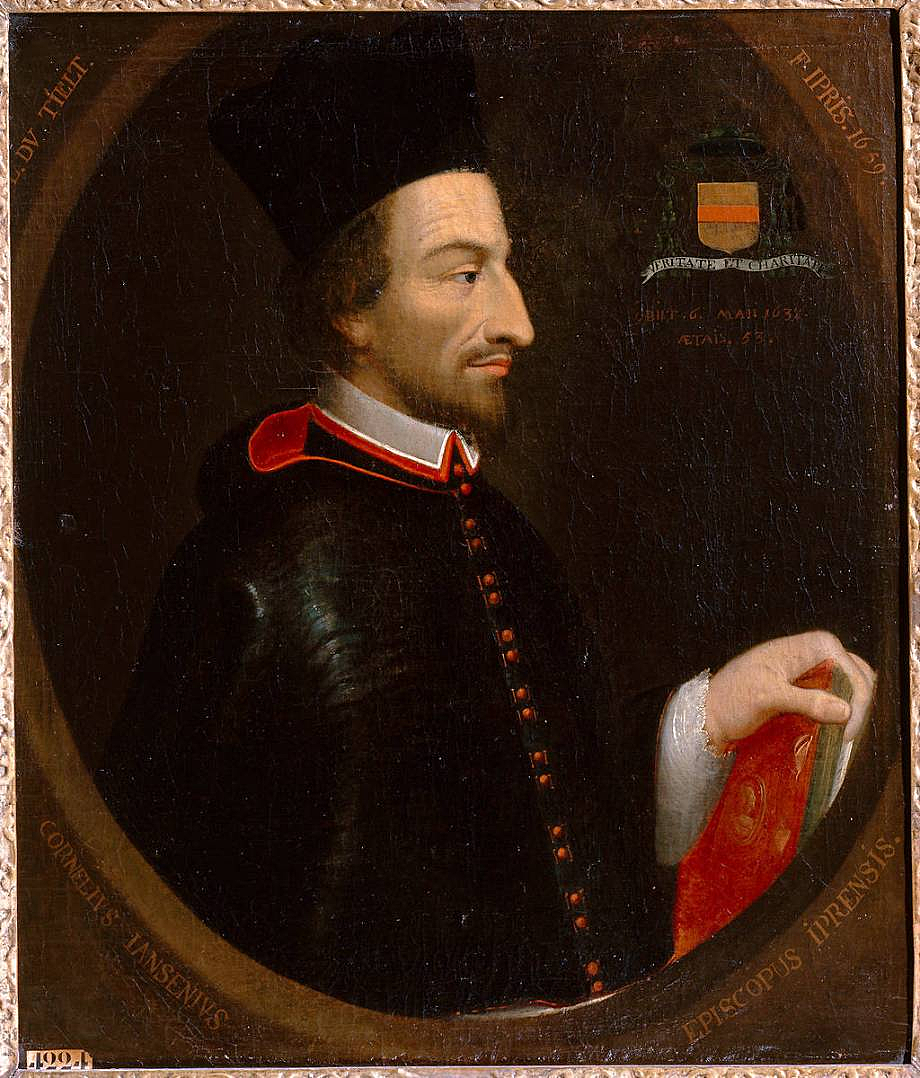
Cornelius Jansen

Jansenismus byl morálně přísný teologický směr v katolické církvi 16. až 18. století, ovlivněný kalvinismem. Vznikl z myšlenek holandského teologa a biskupa v Yprách Cornelia Jansena (1585–1638), který ve své knize o sv. Augustinovi (vyšla 1640) silně zdůraznil jeho nauku o prvotním hříchu, o nezbytnosti Boží milosti ke spáse a zároveň o neodolatelnosti působení Boží milosti na člověka.
Podle křesťanské nauky se člověk rodí zatížen dědičným hříchem a z vlastních sil nemůže dosáhnout spásy. Jansen a jansenisté se ovšem lišili naukou o předurčení čili predestinaci: vševědoucí Bůh o každém člověku předem ví, zda bude spasen, nebo zavržen. Tuto nauku odvozovali ze spisů sv. Augustina, podobně jako Jan Kalvín, od něhož se ale lišili v tom, že zatímco podle Kalvína může věřící člověk dospět k jistému poznání, že je předurčen ke spasení, jansenisté takovou možnost popírali. Katolická církev, k níž se jansenisté důsledně hlásili, jansenismus nicméně odsoudila roku 1653 papežem Inocencem X. a roku 1713 bulou Unigenitus Dei Filius papeže Klementa XI.
Důsledkem této nauky byl velký nárok na mravní život věřících, mravní rigorismus, který ovšem často vedl i k ostré kritice církevní praxe a církevních představitelů. Tak tomu bylo zejména ve Francii, kam jansenismus uvedl Jean Duvergier de Hauranne (opat ze Saint-Cyran), a kde se střediskem jansenismu stal klášter Port-Royal. Mezi jeho stoupenci byli např. Antoine Arnauld, Jean Racine a Blaise Pascal. Ten se ujal obhajoby kláštera proti jezuitům ve velice ostrých Listech venkovanovi, vydaných pod pseudonymem a 1660 králem zakázaných. Klášter Port-Royal byl pak roku 1710 zbořen a řeholnice rozehnány.
Jansenismus ovšem přežíval až do francouzské revoluce, výrazně ovlivnil např. i císařovnu Marii Terezii. Jako jedna z tendencí duchovního života je přítomen dodnes i v katolickém prostředí. Jansenistické názory trvaly v odlišných postojích francouzského kléru vůči papežské kurii, kterým se říká galikanismus, a po nějakou dobu i v holandské starokatolické církvi.